# Saurogobio lissilabris
Saurogobio lissilabris är en fiskart som beskrevs av Banarescu och Nalbant, 1973. Saurogobio lissilabris ingår i släktet Saurogobio och familjen karpfiskar. Inga underarter finns listade i Catalogue of Life.